# 230년대
230년대는 230년부터 239년까지를 가리킨다.